# Annesley Hall (Nottinghamshire)
Annesley Hall est une maison de campagne classée Grade II près d'Annesley dans le Nottinghamshire, en Angleterre et la maison ancestrale de la famille Chaworth-Musters. Le parc du XIIIe siècle, les terrasses du XVIIe siècle et les jardins d'agrément et jardins clos du XIXe siècle sont classés Grade II* au Registre des parcs et jardins historiques.

## Histoire
Le manoir date du milieu du XIIIe siècle et est la maison de la famille Annesley, passant à la famille Chaworth quand Alice, héritière du manoir d'Annesley, épouse George Chaworth, troisième fils de Sir Thomas Chaworth de Wiverton, au XVe siècle. La famille Chaworth possède le domaine pendant les 350 années suivantes. Il est considérablement agrandi et amélioré par Patrick Chaworth, 3e vicomte Chaworth, au XVIIe siècle, lorsque des dommages à son siège familial à Wiverton l'obligent à déménager à Annesley.
Mary Chaworth, qui vit au manoir, est l'amie d'enfance du poète Lord Byron, qui vivait à proximité à l'abbaye de Newstead. Le poème de Byron " The Dream " concerne la rencontre de deux amants sur Diadem Hill, qui appartenait au domaine Annesley. L'oncle du poète Byron avait tué William Chaworth en duel à la taverne Star and Garter de Pall Mall à Londres après une réunion du "Nottinghamshire Club" qui s'y réunissait tous les mois. Mary Chaworth épouse finalement John Musters de Colwick Hall en 1805. Leur fils adolescent, Charles Musters, navigue en tant que volontaire de 1re classe à bord du HMS Beagle avec Charles Darwin, mais meurt du paludisme en Amérique du Sud le 19 mai 1832. La famille Chaworth-Musters devient l'une des familles les plus puissantes du Nottinghamshire. John Chaworth-Musters est nommé haut shérif du Nottinghamshire pour 1864-1865. Des modifications structurelles de la maison ont lieu aux XVIIIe et XIXe siècles, notamment l'ajout d'une aile de service vers 1880.
Annesley Lodge, l'ancienne guérite de la maison, est également classée au grade II.
Le manoir reste entre les mains de la famille Chaworth-Musters jusqu'à sa vente par le major Robert Patricius Chaworth-Musters en 1972. Les nouveaux acquéreurs procèdent à d'importants remaniements intérieurs et suppriment de nombreux aménagements du XVIIe siècle.
La maison subit un incendie en 1997 qui cause des dommages à la structure et elle n'est pas habitée depuis. La maison est aujourd'hui propriété privée, en très mauvais état et non ouverte au public. English Heritage a inscrit le bâtiment sur le «registre des bâtiments à risque» comme étant très vulnérable et en cours de détérioration. Deux des trois étages de la maison sont gravement endommagés lors d'un incendie le 16 mai 2015.